# 1736 en musique classique
| \| • Retour à la chronologie générale de la musique classique • \| |
| Grèce • Rome • Haut Moyen Âge • VIIIe siècle • IXe siècle • Xe siècle • XIe siècle XIIe siècle • XIIIe siècle • XIVe siècle • XVe siècle • XVIe siècle • XVIIe siècle XVIIIe siècle • XIXe siècle • XXe siècle • XXIe siècle |
| • Retour à la chronologie générale de la musique classique • |

| Années en musique classique : 1733 - 1734 - 1735 - 1736 - 1737 - 1738 - 1739    |
| Décennies en musique classique : 1700 - 1710 - 1720 - 1730 - 1740 - 1750 - 1760 |

## Événements
- 19 février : Alexander's Feast, ode de Georg Friedrich Haendel, créée au Covent Garden.
- 12 mai : Atalanta, opéra de Georg Friedrich Haendel, créé au Covent Garden.
- Stabat Mater, de Pergolèse.
- 4 suites de pièces pour clavecin, de Joseph Bodin de Boismortier.
- Schleicht, spielende Wellen, cantate de Johann Sebastian Bach.

## Naissances

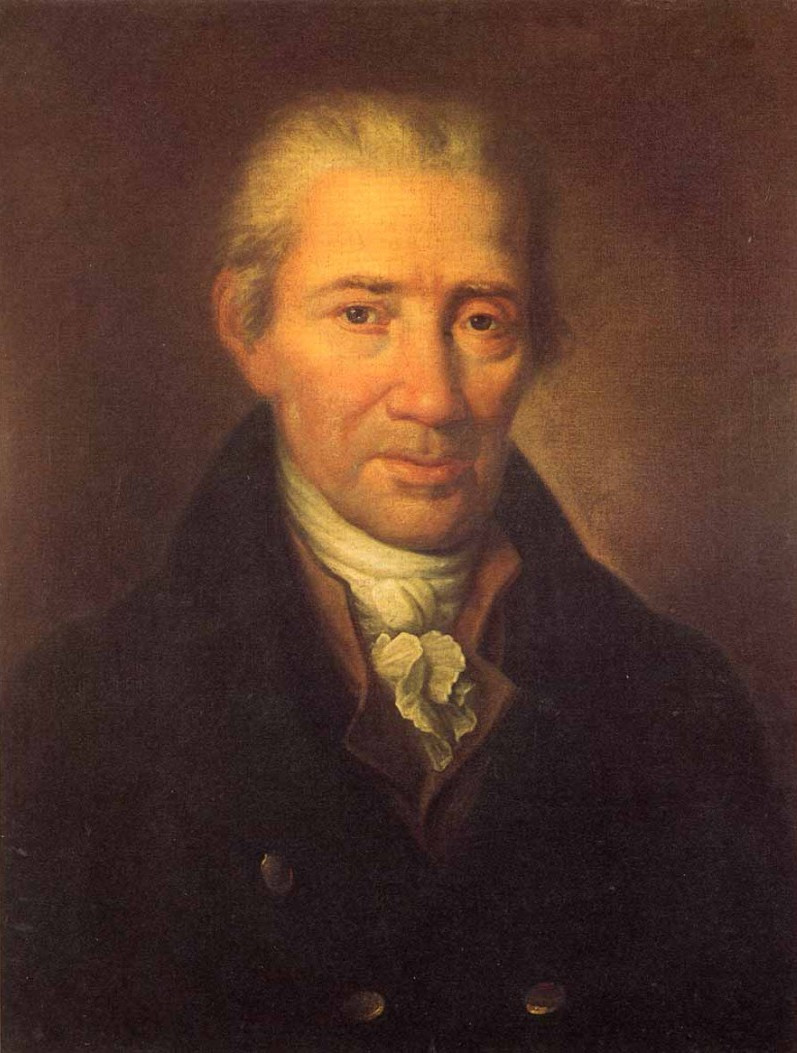
Johann Georg Albrechtsberger

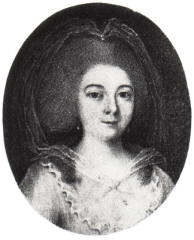
Dorothea Wendling

- 3 février : Johann Georg Albrechtsberger, compositeur autrichien († 7 mars 1809).
- 21 mars : Dorothea Wendling, cantatrice allemande († 20 août 1811).
- 3 juin : Ignaz Fränzl, compositeur et violoniste allemand († 6 septembre 1811).
- 7 juin : Karl Friberth, ténor, compositeur et librettiste autrichien († 6 août 1816).
- 15 août : Johann Christoph Kellner, compositeur allemand († 1803).
- 8 septembre : Bernardo Ottani, compositeur italien († 26 avril 1827).
- 18 novembre : Carl Friedrich Christian Fasch, compositeur allemand († 3 août 1800).

Date indéterminée :
- Hélène-Louise Demars, compositrice française

## Décès
- 17 mars : Giovanni Battista Pergolesi, compositeur italien (° 4 janvier 1710).
- 28 décembre : Antonio Caldara, compositeur italien (° 1670).

Date indéterminée :
- Joseph Michel, compositeur français (° 1688).
- John Walsh, éditeur de musique anglais.